# Essam Abd El Fatah
Essam Abd El Fatah (Il Cairo, 30 dicembre 1965) è un ex arbitro di calcio egiziano.

## Carriera
Abd El Fatah diventa arbitro internazionale nel 2001; il suo primo match internazionale vede contrapposti Marocco e Sierra Leone nel 2003. È stato l'arbitro della partita fra Australia e Giappone ai mondiali 2006. Una controversa decisione portò all'unico gol del Giappone; i media australiani dichiararono che egli stesso la considerò più tardi errata. Abdul-Fatah rifiutò comunque di rilasciare scuse ufficiali, e disse che "il comitato arbitrale della FIFA concordò all'unanimità sul ritenere il gol del Giappone contro l'Australia corretto", e che avrebbe assegnato un rigore contro l'Australia se il pallone non fosse entrato, visto che Takahara era stato spinto da Craig Moore contro Schwarzer.
Il direttore della comunicazione FIFA Markus Siegler disse successivamente alla stampa che il rigore avrebbe dovuto essere assegnato per un fallo di Tim Cahill sul centrocampista giapponese Yūichi Komano. Siegler dichiarò che "era un chiaro errore del direttore di gara." Con un cartellino giallo Cahill, che avrebbe qualche minuto segnato il gol decisivo per l'Australia, sarebbe stato espulso sul punteggio di 1-1. Il c.t. giapponese Zico espresse rammarico, dichiarando che El Fahad si era scusato per l'errore contro gli australiani ma non per quello che la stessa FIFA aveva ammesso essere tale. La Japan Football Association inviò una lamentela ufficiale contro l'arbitro egiziano, che fu rispedito a casa insieme al collega inglese Graham Poll.
Abd El Fatah è attualmente pilota nell'Egyptian Army Air Force.